# 토마스 네버그린
토마스 네버그린(Tomas N'evergreen, 1969년 11월 12일 ~ )은 덴마크의 가수이다. 유로비전 송 콘테스트 2010에서 크리스티나 샤네와 함께 덴마크 대표로 참가했다.

## 앨범
- N’evergreen (2001)
- Since You’ve Been Gone (2003)
- In the Moment Like This (2010, 크리스티나 샤네와 함께 제작함)